# 베어 너클 II: 사투로의 진혼가
《베어 너클 II: 사투로의 진혼가》(ベア・ナックルII 死闘への鎮魂歌)는 일본의 게임 개발사 세가가 제작한 1992년 진행형 격투 게임이며, 메가 드라이브 콘솔로 개발된 《베어 너클》 시리즈 두번째 작품으로, 전작 《베어 너클: 분노의 철권》으로부터 1년 후 다시 돌아온 미스터 X와의 분투를 다뤘다. 서양판 제목은 《스트리츠 오브 레이지 2》(Streets of Rage 2이다.
새로운 플레이어 캐릭터가 추가되고 차별화된 기술들을 도입했으며, 전작의 원호 공격 대신 필살기를 사용할 수 있는 버튼을 이용해 게임플레이를 일신하고 더욱 화려한 그래픽을 선보이는 등 많은 방면에서 시스템을 개선했다. 세가 이외에 실개발에는 잦곡가 코시로 유조가 운영하는 에인션트가 참여했고, 그 외에 MNM 소프트웨어 및 H.I.C.가 보조했다.
발매 직후 언론으로부터 열광적인 호평을 받았으며, 이후 메가 드라이브를 장식한 당대 최고의 진행형 격투 게임으로 꼽혔다. 메가 드라이브로 발매된 후 세가 마스터 시스템 및 게임 기어 버전도 출시됐고, 버추얼 콘솔같은 디지털 플랫폼으로도 재발매됐다. 1994년에 후속작 《베어 너클 III》가 발매됐다.

## 게임 시스템 특징
전작에 있었던 원호공격이 사라지고 대신 캐릭터마다 필살기가 추가되었다. 이로 인해 대전격투 게임과 횡스크롤 액션게임의 장점을 모두 경험할 수 있는 게임으로 발전했다. 이는 게임 여러곳에서 스트리트 파이터 2의 영향을 받은 듯한 필살기가 몇 가지 있으며 (장풍, 승룡권 동작) 필살기 사용시 음성 추가, 근거리 히트 시 다단히트가 되는 기술, 매우 다양한 기본기를 가진 적 캐릭터의 등장 등으로 인해서이며 무식하게 적 숫자와 둘러싸기만으로 밀어붙이던 베어 너클 1에 비해 적들 종류가 다양해지고 움직임도 다채로워졌다.
특히 적 하나하나의 인공지능이 매우 발달했는데 마치 대전 격투 게임처럼 적 캐릭터들이 점프 뛴 플레이어를 대공기본기로 쳐내는 장면 등 졸개 하나라도 신경써서 상대하도록 만들었다. 또한 적 체력 게이지가 파이널 파이트처럼 나타나게 되어 편해졌다. 적의 종류가 손에 꼽히던 전작에 비해 엄청나게 다양해졌으며 플레이어 만큼이나 기본기나 특수기를 많이 가지고 있는 중형 적들도 종류가 매우 많아 쉽게 질리지 않는다. 
이는 전편의 4M 에 비해 16M라는 당시 메가드라이브 최고용량 게임중 하나로 나오면서 그래픽, 사운드, 연출 모두 엄청나게 증가한 것이며 덕분에 게임센터용 횡스크롤 게임과 비교해도 전혀 뒤처지지 않는다는 평가를 받았다. 실제로 당시 메가드라이브의 판매댓수를 크게 끌어올렸으며 비슷한 시기에 슈퍼패미콤으로 발매된 파이널 파이트 2는 이 게임과 비교당하면서 더 나쁜 평가를 받았다. 국내에서도 인기가 있어 해적 비디오가 나올 뻔하였으나 무산되었다.

## 등장인물

#### 액슬 스톤
- 25세
- 183cm / 75kg

2탄에서 그랜드 어퍼라는 필살기를 통해 기본기가 안정된 등장인물이다. 체력 소모의 시간을 제외해도 무적 시간이 있으며 강한 캐릭터에 속한다. 기본 펀치공격에 있어 팔이 짧아서 특정 적 (폭주족 류)에게는 멍하니 팔을 휘두르고 있으면 팔 길이 차이 때문에 그대로 골반을 맞고 쓰러지기도 하고 잡기 공격류의 위력이 매우 약하며 후방으로 넘어가 메치기는 던진 후 빈틈이 큰 등 핸디캡도 상당히 가지고 있다. 그러나 그랜드어퍼 하나로 모두 상쇄 가능하다. 그 외에도 기본연타 콤보공격이 펀치공격 3번 후 2단앞차기 로 마무리 하는데 가끔씩 발차기를 한번만 하는 경우가 있다. 격투술은 가라데와 마샬아츠.

#### 블레이즈 필딩
- 24세
- 167cm / ?kg

### 맥스 썬더
- 30세
- 203cm / 139kg

맥스는 액슬의 친구로, 프로레슬러이다. 애덤이 납치되었다는 소식을 듣고 엑슬이 애덤을 구출하러 가자 시합을 미루고 액슬과 같이 애덤을 구출하러 나서는 의리파이다. 이동 및 공격속도는 느리지만 그것을 상쇄하고도 남는 강력한 힘을 지니고 있다. 사실상 횡스크롤 게임 역사에서 가장 파워가 강한 캐릭터라 해도 무방. 필살기로는 주먹을 회전하여 주변의 적들을 제압하는 썬더 봄과, 몸을 돌진시켜 특정 적에게 큰 피해를 주는 썬더 태클이 있다. 맥스는 전 캐릭터들 중 유일하게 적을 잡고 뒤로 넘어가는 게 불가능하고 적을 잡은 채로 점프하면 적을 들고 뛰어오르게 되는데 그 상태로 매치기가 가능하다. 레슬링 캐릭터답게 일단 잡은후의 공격력은 말도 안될 정도로 강한데 앞에서 잡고 적의 목을 5번 조이는 기술은 조이는 동안 빈틈은 크지만 체력을 한줄 넘게 닳게 하며 그 외에도 점프해 메치기, 뒤로 백드롭 등도 절반이나 2/3 의 체력을 날릴 정도로 강력하다. 또한 기회를 잡기는 어렵지만 뒤에서 잡았을 경우는 점프해 던지면 적에게 무릎으로 공격을 하게 되는데 역시 체력의 한 줄 이상이 날아갈 만큼 엄청난 위력을 보이는 이 게임 최대의 호쾌한 기술이다. 주 격투술은 프로레슬링 기반이며, 잘 다루는 무기는 파이프류. 설정에는 나와있지 않지만 출연작인 2에서는 맥스가 파이프나 일본도를 들면 후방에도 공격판정이 생겨서 공포의 대상이 되었다.

### 새미 헌터
- 14세
- 147cm / 40kg

전형적인 기교파 캐릭터로, 빠른 이동 스피드가 주특기이다. 스케이트라는 별명에 맞게 그는 롤러 스케이트를 착용하고 있다. 유일하게 빨리 달리기가 가능했다. 리치는 전캐릭터 최하이며 힘이 약해서인지 적을 정상적으로 뒤로 던지지는 못하고 적을 앞으로 타넘어가는 도중에 앞으로 던지는 건 가능하다. 일반적인 뒤나 앞에서 잡은 상태로 공격하면 잡은 적에게만 큰 데미지를 주는 기술로 마무리. 기본기 위력은 당연히 최약체이지만 스케이트를 신고 있어서인지 날아차기 등의 킥 공격 위력은 가장 강하다. 주특기는 콕스크류 킥으로 몸을 회전시켜서 특정 적에게 큰 피해를 준다. 격투술은 명확하지 않으며 잘 다루는 무기는 블레이즈와 같은 단검류.

### 시바
- 32세
- 188cm / 84kg

미스터 X의 충실한 수하로, 뛰어난 무술 실력을 자랑한다. 그 뛰어난 무술 실력으로 아담을 납치하게 되어 베어너클 2의 사건의 발단이 된다. 2탄에서는 미스터 X와 싸우기 직전 등장하여 플레이어들을 괴롭힌다. 베어너클 적 캐릭터 중에서는 미스터X 다음으로 비중이 높은 중요인물이어서인지 전용 필살기인 파이널 크래쉬를 가지고 있다. 그러나 CPU 적으로 등장시엔 필살기임에도 위력이 주먹 한두대 맞은 만큼밖에 안되는 겉멋만 든 필살기에 불과하며 리메이크에서 사용시에 비로소 제대로 필살기다운 위력이 나온다. 그의 이름은 힌두교의 신 시바에서 따왔다. 시바는 설정상 신장이 188cm이다.

## 줄거리
베어 너클 1의 이야기가 있은 후 1년 뒤, 'Mr.X'를 무찌르고 세상을 구한것을 축하하기 위해 아담 헌터와 액셀 스톤, 그리고 블레이즈는 자신들이 좋아하는 구역에서 파티를 벌이고 옛 추억을 기억해 보는 시간을 가지게 된다. 블레이즈는 댄스를 가르치고, 액셀은 보디가드 아르바이트를 서게 되었다. 반면 아담은 경찰에 다시 소속되어 그의 어린 남동생 스케이트와 같이 살게 된다. 다음 날 아침, 액셀은 아담의 남동생 에디 "스케이트" 헌터에게서 전화를 받는데, 아담이 사라졌다라는 소식과 그가 체인에 감겨 있어 구출이 필요하다는 이야기가 나왔던 것이다. 그가 이 일이 심각해졌다는 것을 알아차렸을 때, 스케이트는 그의 친구인 "맥스" 썬더를 소개시켜 준다. 과연 맥스와 액셀, 스케이트와 블레이즈는 Mr.X와 그 일당을 무찌르고 아담을 구할 수 있을까?

## 평가
| 평론 점수          | 평론 점수 | 평론 점수 | 평론 점수          | 평론 점수     | 평론 점수 | 평론 점수 | 평론 점수    |
| 평론사             | 점수      | 점수      | 점수               | 점수          | 점수      | 점수      | 점수         |
| 평론사             | 3DS       | iOS       | 세가 마스터 시스템 | 메가 드라이브 | SGG       | Wii       | 엑스박스 360 |
| ------------------ | --------- | --------- | ------------------ | ------------- | --------- | --------- | ------------ |
| 올게임             | N/A       | N/A       | N/A                | [ 2 ]         | [ 3 ]     | [ 4 ]     | [ 5 ]        |
| CVG                | N/A       | N/A       | N/A                | 95%           | 94%       | N/A       | N/A          |
| 유로게이머         | N/A       | N/A       | N/A                | N/A           | N/A       | 8/10      | 8/10         |
| 패미츠             | N/A       | N/A       | N/A                | 26/40         | N/A       | N/A       | N/A          |
| 게임팬             | N/A       | N/A       | N/A                | 386/400       | N/A       | N/A       | N/A          |
| 게임프로           | N/A       | N/A       | N/A                | 5/5           | N/A       | N/A       | N/A          |
| 게임즈마스터       | N/A       | N/A       | N/A                | 88%           | N/A       | N/A       | N/A          |
| 게임스팟           | N/A       | N/A       | N/A                | N/A           | N/A       | 7.8/10    | 8/10         |
| IGN                | N/A       | N/A       | N/A                | N/A           | N/A       | 8.5/10    | 7.3/10       |
| OXM (UK)           | N/A       | N/A       | N/A                | N/A           | N/A       | N/A       | 9/10         |
| HobbyConsolas      | N/A       | N/A       | N/A                | 93/100        | N/A       | N/A       | N/A          |
| Mean Machines      | N/A       | N/A       | N/A                | 92%           | N/A       | N/A       | N/A          |
| Mean Machines Sega | N/A       | N/A       | 85%                | 90%           | 89%       | N/A       | N/A          |
| Mega Play          | N/A       | N/A       | N/A                | 164/200       | N/A       | N/A       | N/A          |
| Sega Force         | N/A       | N/A       | N/A                | 93%           | N/A       | N/A       | N/A          |
| Sega Power         | N/A       | N/A       | N/A                | 92%           | 74%       | N/A       | N/A          |
| Sega Pro           | N/A       | N/A       | 90%                | 96%           | 90%       | N/A       | N/A          |
| VideoGames NZ      | N/A       | N/A       | N/A                | 94/100        | N/A       | N/A       | N/A          |
| TouchArcade        | N/A       | [ 31 ]    | N/A                | N/A           | N/A       | N/A       | N/A          |
| 통합 점수          |           |           |                    |               |           |           |              |
| 게임랭킹스         | N/A       | N/A       | N/A                | 88%           | N/A       | N/A       | N/A          |
| 메타크리틱         | 89/100    | 71/100    | N/A                | N/A           | N/A       | N/A       | 76/100       |

| 수상                            | 수상                            |
| 평론사                          | 수상                            |
| ------------------------------- | ------------------------------- |
| Mean Machines Sega              | Mega Game                       |
| Sega Force                      | Sega Force Smash                |
| Electronic Gaming Monthly       | Hottest Video Game Babe (Blaze) |
| Stuff                           | Best Games Ever                 |
| Retro Gamer, BuzzFeed, NowGamer | Greatest Retro Games            |